# 顾闳中
顾闳中，江南人，五代十国中南唐人物画家，曾任南唐画院待詔，擅描摹人物神情意態，與周文矩齊名。
唯一传世作品为《韩熙载夜宴图》（北京故宫博物院藏）。据说是顾闳中奉后主之命，与周文矩、高太沖潜入韩熙载的府第，窺其放浪的夜生活，僅憑目識心記，繪成了《韓熙載夜宴圖》。